# Orlando Engelaar
Orlando Wensley Engelaar (Roterdã, 24 de agosto de 1979) é um ex-futebolista neerlandês que atuava como volante.

## Carreira
Apesar de ter atuado nas categorias de base do Feyenoord, Engelaar foi revelado pelo NAC Breda. O volante também passou por Genk, Twente (onde destacou-se) e Schalke 04.
Foi contratado pelo PSV Eindhoven no dia 22 de junho de 2009. O volante ficou no clube até o fim de 2013, quando encerrou seu contrato. Sem espaço na Europa, Engelaar foi contratado pelo Melbourne Heart, da Austrália.
Após uma boa temporada no futebol australiano, voltou ao futebol holandês em outubro de 2014, quando acertou seu retorno ao Twente.

### Seleção Nacional
Pela Seleção Holandesa, Engelaar esteve na lista dos 23 convocados pelo técnico Marco van Basten para a disputa da Euro 2008. No total, atuou em 14 partidas pela Holanda e não marcou gols.

## Títulos
PSV Eindhoven
- Copa dos Países Baixos: 2011–12